# M32 (Schiff)
Die M32, auch HMS M32, war ein Monitor der M29-Klasse der britischen Marine im Ersten Weltkrieg.

## Allgemeines
Die Verfügbarkeit von zehn 15,2-cm-Mk-XII-Geschützen, die für die Schlachtschiffe der Queen-Elizabeth-Klasse vorgesehen waren, veranlasste die Admiralität im Jahre 1915 zur Beschaffung von fünf Monitoren einer verkleinerten M15-Klasse. Diese war für die Aufnahme von 23,4-cm-Geschützen ausgelegt. Die Schiffe wurden im März 1915 bei Harland & Wolff in Belfast bestellt, der Auftrag für M32 und M33 jedoch an die benachbarte Werft Workman Clark Limited als Unterauftragnehmer weitervergeben. Die M32 wurde noch im März auf Kiel gelegt, am 22. Mai 1915 vom Stapel gelassen und im Juni desselben Jahren in Dienst gestellt.
Nach ihrer Indienststellung wurde die M32 ins Mittelmeer entsandt und blieb dort bis zum März 1919 im Einsatz. Von Mai bis September 1919 unterstützte sie Truppenbewegungen der Briten und der Weißen Armee im Weißen Meer, ehe sie nach Großbritannien zurückkehrte.
Am 29. Januar 1920 wurde die M32 zur Verwendung als Öltanker verkauft und in Ampat umbenannt.